# 이기범 (1986년)
이기범(1986년 8월 8일 ~ )은 대한민국의 남자 배구 선수이다. 현재 실업팀인 인천제철 배구단 소속의 선수이다.

## 약력
이기범은 논산 기민중학교 2학년때부터 배구를 시작하였다. 이후 대전중앙고등학교에 진학하여 소속 팀이 전국 대회에서 좋은 성적을 거두는 데 기여하였으나, 그는 김영일 당시 대전중앙고등학교 감독과 상의한 끝에 2부 대학 팀인 충남대학교 체육교육학과에 입학하였다.
사실 충남대학교 배구부는 운동보다는 학업이 위주이기 때문에 연습 시간이 충분하지 않고, 감독이 체육교육학과 교수일 정도로 프로 선수들을 배출하는 다른 대학교와는 달랐다. 그럼에도 그는 충남대학교의 주포로 활약하면서도 교사가 되겠다는 꿈을 안고 임용 고시를 준비하고 있었다.
주변인의 권유로 그는 NH농협 2008~2009 V-리그 신인 드래프트에 참가했는데 뜻밖에도 4라운드 2순위로 KEPCO의 지명을 받아 입단하였다. 그가 신인 드래프트에서 지명을 받는 것이 놀라울 정도로 당시 2부 대학 리그 선수들에 대한 선호도가 높지 않았지만 이는 예상을 깬 결과였다. 그러나 그를 지명한 KEPCO가 아니었어도 김호철 현대캐피탈 감독이 그의 잠재성을 눈여겨 보고 가장 뽑고 싶었던 선수라고 말할 정도였다. 당시 공정배 감독은 그를 지명한 후 "2부리그 선수 중에서도 기본기가 탄탄하고 점프력이 뛰어나다"고 말할 만큼 그에게 기대감을 드러냈다.
마침내 2009년 3월 5일에 열린 천안 현대캐피탈 스카이워커스와의 경기에서 부진한 양성만을 대신해 투입되어 17득점, 서브 에이스 4개를 올리는 활약으로 이변을 일으키는 데 기여하였다. 그의 활약 덕분에 7라운드 첫 경기 현대캐피탈과의 경기를 앞두고 스포츠토토의 공식 발매 사이트인 배트맨에서 KEPCO의 승리에 62.2%의 참가자가 투표했을 정도였다. 7라운드에서도 다시 현대캐피탈을 만나 1, 2세트에서 빼어난 활약을 펼치며 세트를 가져오는 데 기여하였으나 박철우를 긴급 투입한 현대캐피탈의 공세에 팀은 아깝게 지고 말았다.
2012-2013 시즌 후 방출되었다. 방출후 실업팀인 현대제철 배구단에 입단하였다.

## 수상 경력
- 2008년 춘계 대학 배구 대회 2부 리그 최우수 선수

## 참조 문서
1. ↑  한국전력 이기범 '거위의 꿈'을 넘어 백조 비상 꿈꾼다 보관됨 2008-12-30 - 웨이백 머신 《한국일보》 2008년 12월 30일 2:52 최종 수정, 2009년 3월 19일 4:57 확인
2. ↑  <프로배구> KEPCO 루키 이기범 '교사 꿈 포기했어요' 《연합뉴스》 2008년 11월 4일 16:51 최종 수정, 2009년 3월 19일 3:47 확인
3. 1 2  KEPCO 45 무명 신인 돌풍, 현대를 잡다[깨진 링크(과거 내용 찾기)] 《스포츠서울》 2009년 3월 5일 22:28, 2009년 3월 19일 3:34 확인
4. ↑  (배구토토) '현대캐피탈 또 진다' 62.2% 뜻밖[깨진 링크(과거 내용 찾기)] 《일간스포츠》2009년 3월 10일 11:06, 2009년 3월 19일 3:56 확인
5. ↑  KEPCO 이기범, 프로 떠나 실업 팀과 계약 조율 - MK스포츠